# Juan Menéndez Pidal

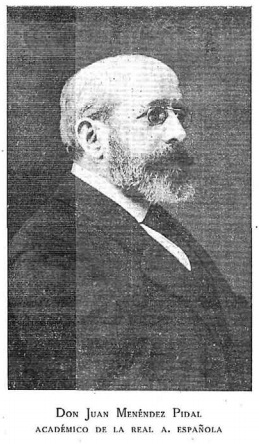
Juan Menéndez Pidal.

Juan Menéndez Pidal, född 31 maj 1858 i Madrid, död där 28 december 1915, var en spansk författare. Han var bror till Luis och Ramón Menéndez Pidal.
Menéndez Pidal utgav efter avslutade juridiska studier Dios y el César, en utredning om förhållandet mellan kyrka och stat. Han blev därefter chef för spanska statsarkivet och ägnade sig åt litterär verksamhet. Hans första arbeten på detta område är två legender, El conde de Muñazán (1880) och D. Nuño de Rondaliegos, den senare skriven på gammalkastilianska och av Marcelino Menéndez Pelayo klassad som ett verk av första rang. I Alla-lá uppträdde Menéndez Pidal till försvar för den regionala litteraturens berättigande, och i Poesía popular (1885) samlade han gamla romanser från Asturien, tagna direkt från folkets läppar. Han invaldes 1914 i Spanska akademien.